# Juan Esteban Cordero
Juan Esteban Cordero (nacido el 23 de noviembre de 1967 en Quito, Ecuador), fue un músico ecuatoriano de New age conocido mayormente por producir la película  Sensaciones, además de la música para dicho film.
Aun cuando se podría pensar que su desarrollo musical correspondía a la Música clásica tradicional, está más ligado al incipiente movimiento del New age ecuatoriano.

## Historia
Juan Esteban Cordero inicia sus estudios musicales a la corta edad de 5 años en el Instituto de Música Sacra de Quito. 
Desde los 7 años recibió educación pianística privada, habiendo sido sus maestras las pianistas Sfira Diachkova, soviética, la francesa Marie Reneé Portais, la señora Memé Dávila de Burbano y el pianista chileno Hugo Gianini. Desde enero de 1986 fue alumno de la Sra. Monique Deshausées, cuyo método natural de técnica es aprovechado por Cordero. 
También incursionó en el campo composicional: "Mi música es ante todo humana, no trata de seguir ningún estilo; sin embargo probablemente forme parte de un género musical conocido como New Age". 
Como uno de sus grandes hitos, compuso la música para su película Sensaciones.

## Muerte
El 6 de junio de 1993, Juan Esteban Cordero y Santiago Luzuríaga salieron de excursión al sector del río Pita en la serranía ecuatoriana.
Avalon, el perro labrador de Cordero, cayó al agua y Juan Esteban, sin medir el peligro, se lanzó a auxiliarlo. La turbulencia lo envolvió y el cauce le empujó sin que nada pudiera detenerle.
Santiago, su mejor amigo, en el intento de salvarlo corrió la misma suerte. La fuerza del río llevó sus cuerpos hasta la cascada de "El Cóndor", donde cayeron más de 100 metros al fondo de una quebrada pedregosa.
Juan Esteban tenía 25 años. Santiago contaba con 26 años. Músico de extraordinaria calidad; sorprendía por su habilidad para desarrollar su capacidad intelectual y creativa. Hizo la sonorización de la película "La Tigra", lo que le valió el premio del VI Festival Internacional de Cine de Cartagena.
Como un homenaje póstumo, su familia instituyó el premio de música Juan Esteban Cordero, para los intérpretes de todos los géneros musicales.

## Cinematografía
Juan Esteban Cordero produjo la película  Sensaciones.

## Música
El álbum de Improvisaciones está compuesto de piezas para piano y Sensaciones es la musicalización de la banda sonora de su película del mismo nombre.  
"La música de Sensaciones fue compuesta por mi primo Juan Esteban Cordero muy poco tiempo antes de su muerte. Juan Esteban y yo trabajamos juntos a menudo. Yo le mostraba mis fotos y el improvisaba en el piano. Juan Esteban fue uno de los mejores intérpretes y compositores del Ecuador"  PABLO CORRAL VEGA

## Premios
- Sensaciones, gana el premio al mejor sonido en el Festival de Cine Bogotá, 1991.